# Sylpheed
Sylpheed is een opensource-email- en nieuwsclient ontwikkeld onder GPL-licentie. Sylpheed kan eenvoudig geconfigureerd worden en biedt een groot aantal snufjes. E-mail wordt opgeslagen in het MH Message Handling System. Sylpheed draait op verscheidene op Unix gebaseerde systemen, zoals Linux en BSD, evenals op OS X en sinds 2008 ook op Windows.
Sylpheed is ontwikkeld in de programmeertaal C en gebruikt de grafische toolkit GTK+. Het is de standaard e-mailclient in Damn Small Linux, Lubuntu en Fedora LXDE.

## Functies
- Ontvangen van e-mails via POP3 en IMAP
- Versturen van e-mailberichten via SMTP
- Ondersteuning voor NNTP en IPv6
- Beveiligingsfuncties: GnuPG, SSL/TLS 1